# Cronartium kamtschaticum
Cronartium kamtschaticum är en svampart som beskrevs av Jørst. 1934. Cronartium kamtschaticum ingår i släktet Cronartium och familjen Cronartiaceae.   Inga underarter finns listade i Catalogue of Life.